# 大宝寺 (鎌倉市)
大宝寺（たいほうじ）は、鎌倉市大町にある日蓮宗の寺院。山号は多福山。開山は一乗院日出上人（文安元年（1444年）創建）。本尊は三宝祖師。境内には、佐竹氏の守護神社の多福明神社（大多福稲荷大明神）がある。旧本山は松葉ヶ谷妙法寺(六条門流)。通師・堀ノ内法縁。

## 歴史
境内地は「佐竹屋敷跡」と呼ばれる。佐竹氏の遠祖にあたる源義光（新羅三郎義光）は永保3年（1083年）の後三年の役戦勝は、日頃から信仰していた多福大明神の加護によるものとし、この地に多福神社を建てたと伝承される。その後、この地は源頼朝により、佐竹秀義へ与えられて屋敷を構え、代々佐竹氏の居館となった（佐竹隆義・秀義は、源義光を祖に持ち、常陸国北部に基盤を持っていた。最初、頼朝の下に参陣せず、秀義は富士川の戦い直後に征伐され、奥州に落ちのびた。文治5年（1189年）に頼朝に帰順し、奥州合戦で武功を上げたため御家人となる）。
応永6年（1399年）に佐竹義盛が若くして出家し多福寺を建立した。一旦、廃寺（大町の八雲神社に合祀）となった後、文安元年（1444年）に一乗院日出上人（本覚寺の開山でもある）によって再興された。その際、旧寺号を山号とし、多福山大宝寺と改名された。明応8年（1499年）に松葉ヶ谷妙法寺の日証上人により八雲神社から多福神を再び境内に勧請する。

## 境内
- 本堂 - 三宝祖師のほか、新羅三郎源義光像、子育鬼子母神、出世大黒天神、日出上人像などを祀る。
- 宝篋印塔 - 新羅三郎義光の供養塔とされる。
- 石塔「報国殉難戦死者之霊」
- 石塔「大震災火災横死者之霊」
- 「佐竹屋敷跡」の石碑
- やぐら
- 佐竹山

## 交通アクセス
- 鎌倉駅 徒歩20分
- 京浜急行バス名越停留所 徒歩2分